# Mimotrysimia albomaculata
Mimotrysimia albomaculata là một loài bọ cánh cứng trong họ Cerambycidae.